# Гений дзюдо
«Гений дзюдо» (яп. 姿三四郎 Сугата Сансиро:) — художественный фильм, режиссёрский дебют японского кинематографиста Акиры Куросавы по мотивам романа Цунэо Томиты «Сугата Сансиро». Выпущен в прокат 25 марта 1943 года. Успех фильма побудил Куросаву снять в 1945 году его продолжение.
В марте 1944 года фильм стал жертвой цензуры: после этого никак не согласованного с режиссёром вмешательства «Гений дзюдо» стал короче почти на 20 минут: было вырезано 1856 сяку (около 600 м) плёнки.

## Сюжет
Токио, 1883 год. Сугата Сансиро, деревенский юноша, приезжает в столицу, чтобы обучаться дзюдзюцу. Мастера разных школ борются за место инспектора школ боевых искусств при городской полиции. Тот, кто станет инспектором, сможет продвигать свою школу, обеспечив ей официальную поддержку. Мастер, к которому попал Сансиро, со своими учениками нападают на мастера школы дзюдо, претендента на место инспектора. Благородство и мастерство, с которым тот отразил нападение, поразили юношу. Всю свою жизнь мастер посвятил дзюдо, найдя в нём не только боевое искусство, но и путь к гармонии и духовному совершенству.
Прототипом главного героя был Сайго Сиро.

## В ролях
- Дэндзиро Окоти — Яно Сёгоро
- Сусуму Фудзита — Сугата Сансиро
- Юкико Тодороки — Мураи Саё
- Рюноскэ Цукигата — Хигаки Гэнноскэ
- Такаси Симура — Мураи Ханскэ, отец Саё
- Ранко Ханаи — О-Суми
- Сугисаку Аояма — Инума Цунэтами
- Итиро Сугаи — генерал Мисима
- Ёсио Косуги — Момма Сабуро
- Кунинори Кодо — буддистский монах
- Митисабуро Сэгава — Хатта
- Акитакэ Коно — Дан Ёсимаро
- Содзи Киёкава — Тода Юдзиро
- Кунио Мита — Цудзаки Кохэй
- Акира Накамура — Нидзэки Тораноскэ
- Эйдзабуро Сакаути — Нэмото
- Ко Ямамуро — Торакити

## Съёмочная группа
- Продюсер — Кэйдзи Мацудзаки
- Автор сценария — Акира Куросава
- Оператор — Акира Мимура
- Художник-постановщик — Масао Тоцука
- Звукооператор — Томохиса Хигути
- Инженер по свету — Масаки Онума
- Композитор — Сэйити Судзуки
- Ассистент режиссёра — Тосио Фугиэ
- Редактор — Тосио Гото
- Режиссёр — Акира Куросава

## Критика
Японский кинокритик Нагабэ Хидэо, опубликовавший в журнале «Эйга-Хёрон» (1965, № 7) анализ творческого пути Куросавы, находит связь с тем, что в год выпуска фильма японское правительство начало мобилизацию студентов в армию. По мнению критика, Акира Куросава таким образом мог их призывать к очистительному самообладанию и готовности к страданиям.

## Ремейки
С момента выхода на экран фильм был переснят 5 раз. Версии 1955 и 1965 годов сняты по сценарию оригинального фильма, три же последующие в большей степени основаны на романе Цунэо Томиты, чем на сценарии Куросавы.
- «Сугата Сансиро», 1955 — режиссёр Сигэо Танака
- «Сугата Сансиро», 1965 — режиссёр Сэйитиро Утикава (в отечественном прокате приобрёл известность как «Гений дзюдо»)
- «Эра доблести и благородства» (яп. 任俠柔一代 Нинкё: явара итидай), 1966 — режиссёр Садао Накадзима
- «Сугата Сансиро», 1970 — режиссёр Кунио Ватанабэ
- «Сугата Сансиро», 1977 — режиссёр Кихати Окамото

## В российском прокате
В России в 2002 году фильм был выпущен на VHS и DVD фирмой «Деваль Видео» (под названием «Легенда о великом мастере дзюдо»). Экземпляры этого тиража отличаются крайне некачественным закадровым переводом: многие имена искажены, а речь персонажей передана с грубыми ошибками (главный герой, вопреки названию, эпизодически именуется «мастером каратэ» и т. д.).